# Synthopol
Synthopol Chemie ist ein deutsches Unternehmen. Es hat sich auf die Herstellung von Kunstharzen für Lacke, Farben, Kunststoffe und Klebstoffe für die Chemieindustrie spezialisiert.

## Geschichte
Synthopol Chemie wurde 1957 von Peter und Louise Koch in Hamburg-Billbrook gegründet.  Am 10. Juni 1963 gab es eine schwere Explosion im Werk in Billbrook, bei der zwei Arbeiter schwer verletzt wurden. Aus Kapazitätsgründen zog das Unternehmen 1966 in das nahegelegene Buxtehude. 1984 übernahm Günther Koch die Geschäftsführung von Peter Koch.
Am 28. Juni 2000 ereigneten sich gegen 13:00 Uhr drei aufeinanderfolgende Explosionen in einem Tank mit Kunstharz-Lösungsmitteln. Ein Nebengebäude fing Feuer. Es entstand eine Giftwolke, die Atembeschwerden auslösen konnte und Richtung Hamburg zog. Der Vorfall löste einen Großeinsatz von Polizei und Feuerwehr aus. Da weitere Explosionen befürchtet wurden, wurde um 15 Uhr kurzzeitig Katastrophenalarm ausgelöst. Das Feuer im Nebengebäude wurde gelöscht, die Giftwolke verursachte eine Evakuierung von hunderten Menschen, verletzt wurde aber niemand.
2012 gab Günther Koch die Unternehmensführung ab. 2014 errichtete Synthopol eine weitere Produktionsanlage, die die Gesamtproduktionskapazität der Fabrik fast verdoppelte. Sie wurde 2015 schrittweise in Betrieb genommen.
Ende 2016 wurde bekannt, dass Synthopol zur Erweiterung das Grundstück des Technologie-Zentrums Buxtehude von der Stadt erworben hatte, welches 2017 zur Verfügung stehen sollte.
Anfang 2017 positionierte sich der SPD-Ratsherr Horst Subei kritisch bezüglich der Expansion des Unternehmens. Die Entwicklung nehme er lediglich „mit gebremster Freude zur Kenntnis“. Als Grund für seine Zurückhaltung nannte Subei Unklarheiten bezüglich des Katastrophenschutz-Sonderplans und Sicherheitsbedenken, unter anderem wegen einer ersatzlos abgebauten Sirene und Problemen mit der Verfügbarkeit von Löschwasser. Er sprach außerdem an, dass sich Anwohner über Lastwagen beschweren würden; ein Problem, dass sich anschließend mithilfe des Zukaufs von weiterem Gelände und des Baus einer neuen Zufahrt beheben ließ.